# 1999年世界羽球大獎賽總決賽
1999年世界羽球大獎賽總決賽，是第17屆世界羽球大獎賽總決賽，於1999年12月1日至5日在汶萊首都斯里巴卡旺市舉行，總獎金150,000美元。本賽事只邀請年度最優秀的16名男子單打選手、12名女子單打選手及三個雙打項目各6組選手參加。

## 決賽結果
| 項目     | 冠軍          | 亞軍                 |
| -------- | ------------- | -------------------- |
| 男子單打 | 彼得·蓋德     | 馬立夫·邁納基        |
| 女子單打 | 葉釗穎        | 戴韞                 |
| 男子雙打 | 陳甲亮 吳俊明 | 河泰權 金東文        |
| 女子雙打 | 葛菲 顧俊     | 鄭在喜 羅景民        |
| 混合雙打 | 金東文 羅景民 | 特里·庫沙揚托 許一敏 |

## 外部連結
- Shuttlenews（页面存档备份，存于）